# Pístina
Pístina (en allemand : Pistin) est une commune du district de Jindřichův Hradec, dans la région de Bohême-du-Sud, en République tchèque. Sa population s'élevait à 127 habitants en 2020.

## Géographie
Pístina se trouve à 11 km au sud-ouest de Třeboň, à 14 km au nord-est de Jindřichův Hradec, à 32 km à l'est-nord-est de České Budějovice et à 120 km au sud-sud-est de Prague.
La commune est limitée par Stráž nad Nežárkou au nord, par Příbraz à l'est, par Stříbřec au sud et par et Novosedly nad Nežárkou à l'ouest.

## Histoire
La première mention écrite du village date de 1397.

## Source
- (cs) Cet article est partiellement ou en totalité issu de l’article de Wikipédia en tchèque intitulé « Pístina » (voir la liste des auteurs).